# 寺尾威夫
寺尾 威夫（てらお たけお、1905年4月5日 - 1974年5月25日）は、日本の実業家。大和銀行元頭取、会長。奈良県吉野郡十津川村出身。

## 経歴・人物
1929年に東京帝国大学法学部を卒業し、野村銀行(のちの大和銀行、統合により、現在はりそな銀行となる。)に入行した。
1947年1月に取締役に就任し、常務、専務を経て、1950年8月には社長に就任し、1951年11月からは大和銀行頭取を務め、1973年4月からは会長を務めた。頭取在職中に、1965年に大蔵省から行政指導により、信託業務を分離するように命令を受けたが、これを拒否し、信託併営を堅持した。
その一方で、関西経済同友会幹事、大阪商工会議所副会頭などを歴任した。
1974年5月25日急性肺炎により死去。69歳没。